# Carte thématique
 (octobre 2024).

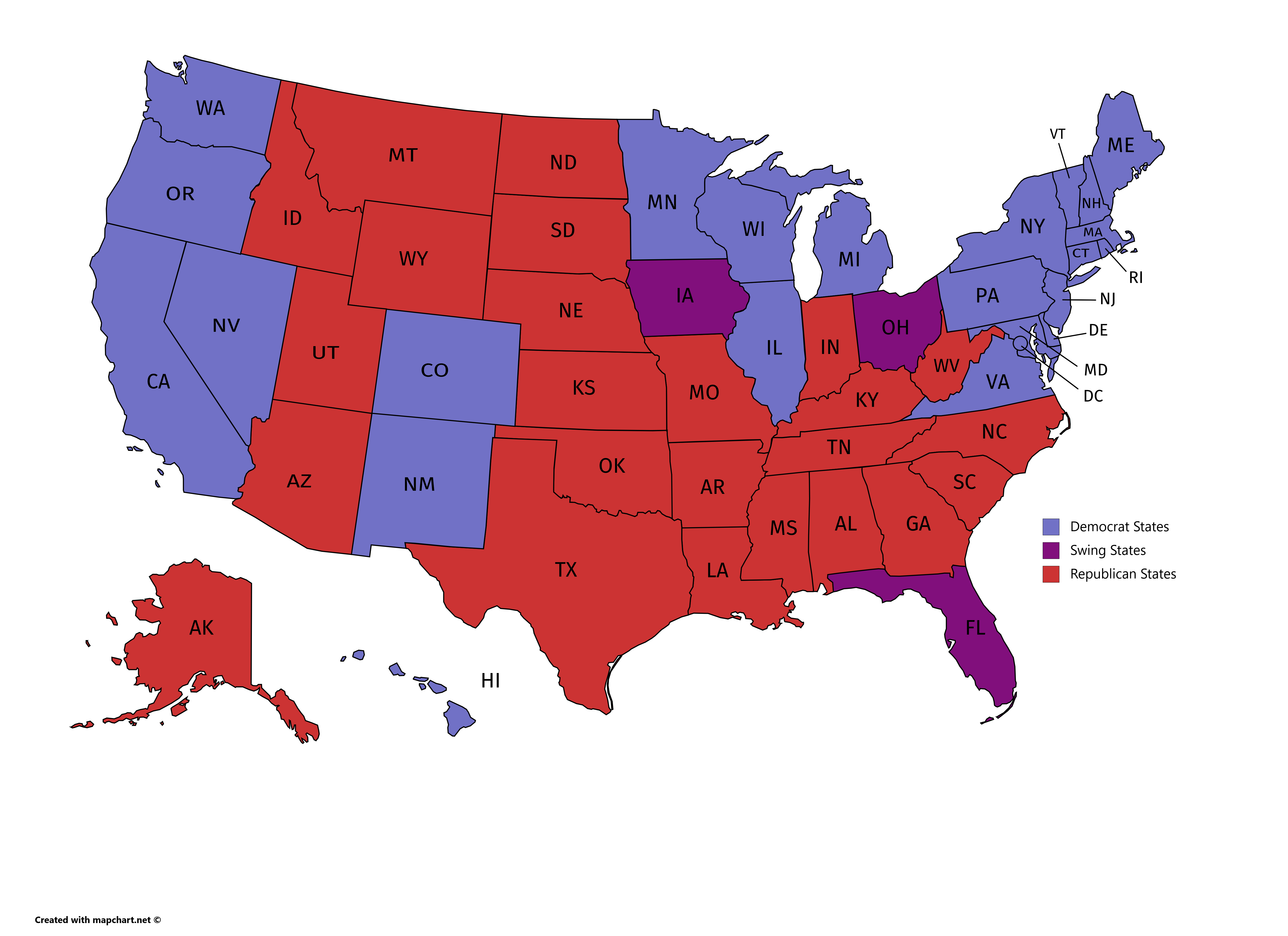
Carte tendances électorales us

Une carte thématique est, à la différence d'une carte générale ou carte topographique, une carte qui représente uniquement un type précis de donnée pour mieux qualifier les objets et les phénomènes disposés dans l'espace que par leur simple forme matérielle, en précisant leurs qualités. Ainsi, par exemple, les bois et les forêts ne seront plus de simples catégories du paysage, mais l'objet même de la représentation, pour en faire ressortir les caractéristiques, même matériellement peu ou pas visibles : types de boisements, propriétaires ou gestionnaires, modes d'exploitation…

## Thématique et statistique
Dans l'analyse thématique de l'espace, pour préciser et objectiver les objets et les phénomènes, on disposera éventuellement de données chiffrées : la cartographie statistique paramétrique consiste en leur représentation. Par exemple, pour décrire les forêts, on indique les densités des boisements, les parts des espèces, les volumes ou valeurs des productions, etc.

## Calculs et représentations
La forme la plus concrète des calculs carto-statistiques est la densité de population, qui établit une relation entre une aire et un groupe d'objets : la densité des habitants indique combien de personnes habitent -en moyenne- une unité de surface (1 km2,  par exemple), ce qui peut se représenter assez naturellement par un figuré, tel qu'une couleur, couvrant la surface où est mesurée cette densité.
On a étendu cette forme de figuration aux autres valeurs relatives, ce qui va vite poser un problème quant à la pertinence de l'information ainsi traduite ; par exemple, représenter plus visiblement le département des Landes (9 364 km2) que Paris (105 km2) dans le cas des taux d'évolution de la population donne à voir que les surfaces topographiques importent plus que les populations dans la description du phénomène.
Pour corriger ce défaut, on utilise des représentations symboliques : le figuré qui correspond à la valeur relative est appliqué à un symbole (souvent un cercle) de taille proportionnelle au « véritable territoire » du phénomène. Cela soulève alors un autre problème : les symboles disposés selon leur position géographique le sont rarement d'une façon régulière, et tendent à s'agglomérer dans les endroits qui précisément concentrent une part importante du phénomène : on doit donc réduire leur échelle, si bien que la carte consiste surtout en espace interstitiel.
On a pensé concilier surfaces et symboles par des anamorphoses : les entités géographique sont déformées afin de les proportionner à leur importance statistique. Le résultat peut être pittoresque, mais atteint vite ses limites au plan de l'information : en effet, les anamorphoses ne supportent guère les rapprochements visuels avec des représentations topographiquement « normales », et moins encore entre elles.